# Trastorno de despersonalización
El trastorno de despersonalización es un desorden disociativo en el cual el individuo es afectado por sentimientos de despersonalización, de desrealización, o ambas. Los síntomas incluyen una sensación de automatismo, experimentando una desconexión subjetiva con la realidad, una dificultad para relacionarse a sí mismo con los demás. 
Momentos ocasionales de despersonalización son normales, mientras sentimientos persistentes o recurrentes no lo son. Se convierte en un trastorno cuando la disociación es persistente e interfiere con las funciones sociales y ocupacionales necesarias para la vida diaria. A menudo la víctima de este desorden interpreta que se está volviendo loca, a pesar de que casi nunca llega a pasar. En la mayoría de los casos el trastorno es causado por prolongado abuso emocional, físico o sexual. Se ha considerado que el núcleo del desorden es un recurso defensivo para evitar más estimulación aversiva.
Se asocia comúnmente el trastorno de despersonalización con un desorden comórbido de ansiedad severa, trastornos de pánico, depresión clínica o bien desorden bipolar. Además, el trastorno de despersonalización puede él mismo provocar ansiedad al interpretar el individuo que está volviéndose loco, lo cual puede exacerbar a su vez los síntomas de despersonalización.
La prueba de realidad se mantiene intacto durante los episodios.

## Causas
El desorden de despersonalización ha sido asociado con el trastorno de estrés postraumático complejo en la infancia, particularmente con los componentes de abuso sexual y abuso emocional. Este es un predictivo suficiente para el trastorno de despersonalización y de síntomas de despersonalización. El síntoma despersonalización es la tercera experiencia psicopatológica más común después de la ansiedad y sentimientos de depresión, y a menudo ocurre luego de experiencias que amenazan la vida, tales como accidentes, un asalto, una enfermedad o herida seria. Los precipitantes más comunes del desorden son estrés severo, depresión clínica y pánico, además de una ingesta alta de marihuana y alucinógenos. (véase: despersonalización).

## Fisiopatología
No se conoce mucho de la neurobiología del trastorno de despersonalización; sin embargo, algunos estudios señalan un sentimiento de estar separado como el centro de esta experiencia disociativa. Una tomografía por emisión de positrones encontró anormalidades en la corteza visual, auditiva y sensoriomotriz, al igual que en áreas responsables de un esquema corporal integrado. En un estudio por medio de un escaneo de imagen por resonancia magnética funcional de pacientes con trastorno de despersonalización, imágenes con escenas aversivas  activaron la corteza ventral y la prefrontal. Los participantes demostraron una respuesta neural reducida en regiones sensibles a la emoción, al igual que en regiones asociadas con regulación emocional. En una prueba similar con memoria emocional, los pacientes con el trastorno no procesaron emocionalmente el material sobresaliente de la misma forma que los miembros sin el trastorno del grupo control. En una prueba de respuesta galvánica de la piel ante estímulos displacenteros, los sujetos mostraron un mecanismo inhibitorio selectivo.
El trastorno de despersonalización puede estar asociado a una desregulación del eje hipotalámico-hipofisario-adrenal, el área del cerebro involucrado en la respuesta de "lucha o huida". Los pacientes muestran niveles anormales de cortisol y de actividad basal. Algunos estudios encontraron que pacientes con este trastorno podían distinguirse de pacientes con depresión clínica y trastorno por estrés postraumático.

## Diagnóstico
El diagnóstico de trastorno de despersonalización puede hacerse por medio de varios formatos de entrevista y escalas. La Structured Clinical Interview for DSM-V Dissociative Disorders (SCID-D) es ampliamente usada en escenarios de investigación. Esta entrevista dura entre 30 minutos y una hora y media, dependiendo de las experiencias del consultante.
La Dissociative Experiences Scale (DES) o escala de experiencias disociativas, es un cuestionario autoadministrado rápido y sencillo, que ha sido usado ampliamente en la medida de síntomas disociativos. Ha sido utilizado en cientos de estudios acerca de fenómenos disociativos, y puede detectar experiencias de despersonalización y desrealización. 
El Dissociative Disorders Interview Schedule (DDIS) es una entrevista estructurada que permite realizar diagnósticos de DSM-V del trastorno de somatización, trastorno límite de la personalidad y trastorno depresivo mayor, al igual que de trastornos disociativos. Sondea sobre síntomas positivos de la esquizofrenia, características secundarias del trastorno de identidad disociativo, experiencias extrasensoriales, abuso de substancias y otros puntos relevantes a los trastornos disociativos. El DDIS usualmente puede administrarse entre 30 y 40 minutos.

### Criterios DSM-V
Los criterios diagnósticos definidos en la sección 300.6 del DSM-V son los siguientes:
- Experiencias persistentes o recurrentes de distanciamiento o de ser un observador externo de los propios procesos mentales o del cuerpo (p. ej., sentirse como si se estuviera en un sueño).

- Durante el episodio de despersonalización, el sentido de la realidad permanece intacto.

- La despersonalización provoca malestar clínicamente significativo o deterioro social, laboral o de otras áreas importantes de la actividad del individuo.

- El episodio de despersonalización aparece exclusivamente en el transcurso de otro trastorno mental como la esquizofrenia, los trastornos de ansiedad, el trastorno por estrés agudo u otro trastorno disociativo, y no se debe a los efectos fisiológicos directos de una sustancia (p. ej., drogas o fármacos) o a una enfermedad médica (p. ej., epilepsia del lóbulo temporal).

### Diagnóstico diferencial
Algunas condiciones médicas y psiquiátricas aparentan síntomas de trastorno de despersonalización. Los clínicos deben diferenciar entre los siguientes con el fin de descartarlas y establecer un diagnóstico preciso.
- Epilepsia de lóbulo temporal
- Esquizofrenia
- Trastorno de pánico
- Trastorno por estrés agudo
- Migraña
- Abuso de sustancias
- Tumor o lesión cerebral

## Epidemiología
El trastorno de despersonalización afecta a hombres y mujeres por igual. La edad promedio de comienzo es durante la adolescencia y a los primeros años de la veintena, aunque algunos reportan despersonalizarse tanto como les alcanza la memoria, mientras otros reportan haber comenzado tardíamente. Un estudio estima que la prevalencia del trastorno de despersonalización en un 2.4 % de la población.
El comienzo puede ser agudo o insidioso. Con el comienzo agudo, algunos individuos recuerdan el momento y lugar exactos de su primera experiencia de despersonalización. A ello puede seguirle un período prolongado de estrés severo, un evento traumático, un episodio de otro padecimiento mental o de abuso de sustancias. El comienzo insidioso puede haber empezado tanto como alcance a recordar la persona, o puede empezar como episodios más cortos de menor severidad que gradualmente cobran fuerza.
Este trastorno es episódico en alrededor de un tercio de los casos, con cada episodio durando entre horas o hasta días a la vez. La despersonalización puede comenzar de modo episódico para luego llegar a intensidades constantes o variadas.

## Tratamiento
Varias estrategias terapéuticas tanto psicosociales como farmacológicas se proponen en el tratamiento del trastorno, incluyendo diversas terapias cognitivo-conductuales y psicotrópicos como la naloxona.

## Clasificación nosológica internacional
| DSM-IV: | 300.6 | Trastorno de despersonalización              |
| CIE-10: | F48.1 | Síndrome de depersonalización-desrealización |